# سیدی فراست
سیدی فراست (انگلیسی: Sadie Frost؛ زادهٔ ۱۹ ژوئن ۱۹۶۵) یک هنرپیشه، و تهیه‌کننده اهل بریتانیا است. وی از سال ۱۹۷۹ میلادی تاکنون مشغول فعالیت بوده‌است.
از فیلم‌ها یا برنامه‌های تلویزیونی که وی در آن نقش داشته است می‌توان به دراکولای برام استوکر، تقسیم وراث و حضور ذهن اشاره کرد.